# Helmut Anemüller
Helmut Anemüller (* 1920; † 5. November 2000) war ein deutscher Arzt, Ernährungswissenschaftler, Autor und Dozent, der eine nach ihm benannte Ernährungsform entwickelt hat. Dabei griff er auf die Arbeiten von Maximilian Oskar Bircher-Benner (1867–1939) und Werner Kollath (1892–1970) zurück.
Anemüller war in den 1950er Jahren Mitbegründer der Reformhaus-Fachakademie, Oberursel sowie Vorstandsmitglied des Zentralverbandes der Ärzte für Naturheilverfahren.

## Werke
- Der Zuckerkranke und seine diätetische Behandlung, Deutscher Reform Verlag 1960
- Gesundheit durch sinnvolle Ernährung und Diät, Paracelsus Verlag, 1961
- Leberkrankheiten und ihre diätetische Behandlung nach den Grundsätzen der Naturheilkunde, Pallas Verlag 1961
- Magen und Darm, Deutscher Reform-Verlag 1961
- Eine Information und ein diätetischer Rat bei den Erkrankungen der Leber und Galle, Deutscher Reform-Verlag 1962
- Ernährung und Diät im Alter, Deutscher Reform Verlag 1962
- Die richtige Schlankheitsdiät, Heyne Verlag 1971
- Das Grunddiätsystem. Ein Leitfaden der Ernährungstherapie, 1983
- Iß dich gesund. Leistungsfähig und aktiv durch Essen mit Verstand, Graefe und Unzer Verlag 1983
- Werner Kollath. Seine Bedeutung für die Ernährungstherapie heute, Haug Verlag 1987
- Naturheilverfahren Ernährungstherapie. Vollwertige Grunddiät mit Anleitungen, Hippokrates Verlag 1998
- Lebensmittelkunde und Lebensmittelqualität in der Ernährungsberatung, Hippokrates Verlag 1993
- Die Molke – Trinkkur. Kostpläne und Rezepte, Haedecke Verlag 1993
- Gesund leben, aber wie? Anleitung für eine gesundheitsbewusste Lebensführung, Trias Verlag 1989
- Vollwerternährung, aber richtig, Trias Verlag 1991
- Richtig essen, DTV 1994